# Artem Hnidenko
Artem Mykolajowitsch Hnidenko (ukrainisch Артем Миколайович Гніденко; russisch Артём Николаевич Гниденко Artjom Nikolajewitsch Gnidenko; englische Transkription Artem Gnidenko; * 3. Februar 1980 in Charkiw, Ukrainische SSR, Sowjetunion) ist ein ehemaliger ukrainischer Eishockeyspieler, der mit verschiedenen Kiewer Vereinen insgesamt fünfmal Ukrainische Meister wurde.

## Karriere
Artem Hnidenko begann seine Karriere als Eishockeyspieler beim HK Berkut Kiew, für den er sowohl in der East European Hockey League als auch in der Ukrainischen Eishockeyliga spielte. 2000 und 2001 gewann er mit Berkut den Titel in der EEHL. In der Saison 2001/02 gewann er mit seinem Klub die ukrainische Meisterschaft. In dieser Zeit war er auch kurzfristig an Ldinka Kiew und Torpedo Nischni Nowgorod ausgeliehen. Nach der Einstellung des Spielbetriebes bei Berkut Kiew wechselte er 2002 zum HK Riga 2000 nach Lettland, der damals neben seiner Teilnahme an der lettischen Eishockeyliga auch in der EEHL spielte. Mit dem Hauptstadtklub wurde er in seiner ersten Spielzeit dort Vizemeister. Mitten in der Saison 2003/04 brach er aber seine Zelte in Lettland ab und kehrte in die Ukraine zurück, wo er beim HK Sokil Kiew unterschrieb, der außer in der heimischen Liga auch in der belarussischen Extraliga aktiv war. Nachdem er mit Sokil dreimal ukrainischer Meister geworden war, zog es Hnidenko 2006 nach Belarus, wo er durch die Extraliga-Einsätze mit Sokil aufgefallen war. Vier Jahre spielte er in Belarus für den HK Wizebsk, bevor er 2010 zum HK Liepājas Metalurgs wechselte. Die Letten spielten ebenfalls in der belarussischen Extraliga, traten parallel aber auch in der heimischen Liga an. Obwohl er in Liepāja auf Anhieb mit seinem Team den lettischen Meistertitel erringen konnte, blieb er dort nur ein Jahr. Anschließend ging es für ihn zum HK Berkut, dem Nachfolgeklub seines Heimatvereins, nach Kiew zurück, wo er in der neu gegründeten Professionellen Hockey-Liga spielte. 2013 wechselte er liga-intern zum HK Kompanjon-Naftohas Kiew, mit dem er erneut ukrainischer Meister wurde. Nachdem der Spielbetrieb in der Ukraine wegen des dortigen Krieges 2014 eingestellt worden war, wechselte er erneut zum HK Wizebsk in die belarussische Extraliga. 2015 wechselte er in die Ukraine zurück, wo er zunächst beim HK Generals Kiew, wo er zum besten Stürmer der Liga gewählt wurde, und seit 2016 beim HK Krementschuk, mit dem er 2017 zum Ende seiner Karriere ukrainischer Vizemeister wurde, spielte.

### International
Im Nachwuchsbereich stand Hnidenko für sein Heimatland erstmals bei der U-18-Europameisterschaft 1998 auf dem Eis. Bei der U20-Junioren-B-Weltmeisterschaft 1999 gelang ihm mit der Ukrainischen Mannschaft der Aufstieg zur A-WM. Dort belegte er ein Jahr später mit seinem Team allerdings nur den letzten Platz und musste den sofortigen Wiederabstieg hinnehmen.
Trotzdem wurde Hnidenko bereits im Februar 2001 für die ukrainische Eishockeynationalmannschaft der Herren nominiert, als diese an der zweiten Runde der Olympiaqualifikation für die Spiele in Salt Lake City teilnahmen. Für die Olympischen Spiele selbst wurde er dann allerdings nicht nominiert. Ein Jahr später nahm er an der Weltmeisterschaft 2003 teil, bei der die Ukraine den zwölften Platz belegte. Auch bei den Weltmeisterschaften 2004, 2005 und 2007, als die Ukrainer nach neun Jahren der Erstklassigkeit in die Division I absteigen mussten, vertrat er die Farben seiner Heimat. 2009, 2011, 2013, 2015, 2016, als er zum besten Spieler seiner Mannschaft gewählt wurde, und 2017 trat er bei der WM-Division I an.
Des Weiteren stand er im Aufgebot seines Landes bei den Qualifikationsturnieren zu den Olympischen Winterspielen 2006 in Turin, 2010 in Vancouver, 2014 in Sotschi und 2018 in Pyeongchang.

## Erfolge und Auszeichnungen
- 1999 Aufstieg in die A-Gruppe bei der U-20-Junioren-B-Weltmeisterschaft
- 2000 Meister der East European Hockey League mit dem HK Berkut Kiew
- 2001 Meister der East European Hockey League mit dem HK Berkut Kiew
- 2002 Ukrainischer Meister mit dem HK Berkut Kiew.
- 2004 Ukrainischer Meister mit dem HK Sokil Kiew
- 2005 Ukrainischer Meister mit dem HK Sokil Kiew
- 2006 Ukrainischer Meister mit dem HK Sokil Kiew
- 2011 Lettischer Meister mit dem HK Liepājas Metalurgs
- 2013 Aufstieg in die Division I, Gruppe A, bei der Weltmeisterschaft der Division I, Gruppe B
- 2014 Ukrainischer Meister mit dem HK Kompanjon-Naftohas Kiew
- 2016 Bester Stürmer der ukrainischen Eishockeyliga
- 2016 Aufstieg in die Division I, Gruppe A, bei der Weltmeisterschaft der Division I, Gruppe A

## Statistik
(Stand: Ende der Spielzeit 2014/15)